# Кристиан Шварцбург-Зондерсгаузенский
Кристиан Шварцбург-Зондерсгаузенский (нем. Christian von Schwarzburg-Sondershausen; 27 июля 1700 — 28 сентября 1749) — титулярный князь Шварцбург-Зондерсгаузенский. Генерал-лейтенант на службе в Саксонии и королевстве Польском.

## Биография
Кристиан — младший сын князя Кристиана Вильгельма Шварцбург-Зондерсгаузенского и его супруги княгини Вильгельмины Кристины, дочери герцога Иоганна Эрнста II Саксен-Веймарского. Отец Кристиана ввёл в Шварцбург-Зондерсгаузене примогенитуру, поэтому Кристиан никогда не правил в Шварцбург-Зондерсгаузене.

## Потомки
10 ноября 1728 года князь Кристиан женился на Софии Эбергардине (1709—1784), дочери Лебрехта Ангальт-Бернбург-Шаумбург-Хоймского. У супругов родились:
- Гюнтерина Альбертина (1729—1794)
- Кристиана Елизавета Рудольфина (1731—1771), замужем за графом Эттинген-Катценштейн-Бальдернским (1721—1778)
- Гюнтер XLIV (1732—1733)
- Фридрих Гюнтер (1733—1734)
- Кристиан Гюнтер (род. 1736, умер ребёнком)
- Йозефа Эбергардина Адольфа Вильгельмина, замужем за графом Георгом Альбрехтом III Эрбах-Фюрстенауским (1752—1778)